# Stor-Vegsjön
Stor-Vegsjön är en sjö i Härnösands kommun i Ångermanland och ingår i Ångermanälven-Gådeåns kustområde. Sjön har en area på 3,05 kvadratkilometer och ligger 90 meter över havet. Sjön avvattnas av vattendraget Älandsån.

## Delavrinningsområde
Stor-Vegsjön ingår i det delavrinningsområde (695747-159763) som SMHI kallar för Utloppet av Stor-Vegsjön. Medelhöjden är 150 meter över havet och ytan är 24,39 kvadratkilometer. Räknas de 6 avrinningsområdena uppströms in blir den ackumulerade arean 43,7 kvadratkilometer. Avrinningsområdets utflöde Älandsån mynnar i havet. Avrinningsområdet består mestadels av skog (80 procent). Avrinningsområdet har 3,04 kvadratkilometer vattenytor vilket ger det en sjöprocent på 12,5 procent.